# Televisió a Europa
El panorama televisiu europeu està dominat per dos a tres grups mediàtics que es reparteixen per a cada país el mercat televisiu. La introducció a Europa va de la mà amb la història de la televisió en general, ja que fou al continent europeu que s'emeteren les primeres emissions en proves i és també al continent europeu que s'implanta de forma generalitzada i abans d'hora la televisió digital terrestre. El panorama televisiu europeu no dista del model occidental, trobant així doncs un espectre molt semblant a allò que es pot veure a Amèrica del Nord. Tot i que amb el temps el continent no ha estat sempre capdavant en matèria televisiva sí que es pot comptar dintre de les regions més televisades i adaptades a les novetats que concerneixen la televisió. I és que la televisió hi és el principal mitjà d'informació i d'entreteniment.

## Història de la televisió

### Els anys xarnera
Els inicis de la televisió a Europa van de la mà amb el seu propi desenvolupament. El continent europeu fou des de l'inici l'escenari de proves i demostracions públiques del que posteriorment esdevindrà per al món occidental com el principal mitjà d'entreteniment i d'informació. Mirar de filar prim i remuntar a la història de la televisió en general ens porta ja al segle xix. Però si ens apropem en el temps, veiem que la dècada dels 1920 i dels 1930 és xarnera per al futur del televisor. És en durant aquests anys que l'escocès John Logie Baird fa les primeres demostracions públiques a la Royal Institution abans de procedir a les primeres connexions televisives entre Londres i Nova York a través d'ones de ràdio. I és que els primers prototips de televisions fan servir transmissions per cable a baixa distància. Països del nord d'Europa, com ara Anglaterra, Escòcia o Bèlgica són escenari pioner del desenvolupament de l'aparell. De fet, ja podem parlar de proves experimentals a Alemanya l'any 1929 gràcies a l'enginyer de Telefunken August Karolus i de l'hongarès Dénes von Mihály, la qual cosa suscità l'interès de la Reichspost que llança les seves primeres emissions el mateix any alhora que la BBC es posa en marxa. L'any 1931 és el torn de l'Estat francès. Quatre anys més tard Géorges Mandel, nou ministre de les PTT, dona un impuls definitiu iniciant la primera emissió pública de televisió a França mercès a la instal·lació d'un emissió a la Torre Eiffel.
La British Broadcasting Corporation és en aquest sentit una empresa clau en el mercat televisiu. Fundada el 18 d'octubre del 1922 explota per primera vegada el senyal radiofònic amb finalitats comercials i ben aviat s'inicia també amb la televisió, transformant-se així en el primer grup de televisió que aposta per aquest aparell com a mitjà d'informació i d'entreteniment. Es tracta inicialment d'una empresa privada però que l'any 1927 mitjançant una carta reial esdevé una corporació pública del govern britànic de la mateixa manera que pràcticament totes les primeres empreses de l'època. En efecte, els primers anys de televisió a Europa són el resultat de la inversió dels Estats que veuen no només un negoci en la televisió, sinó també una manera de poder emetre i controlar la informació que circula. I és que la introducció de la ràdio, per exemple, suscità preocupació entre els governs de la post-primera guerra mundial perquè es presentava com un mitjà democratitzador, ja que no es necessitava poder llegir per rebre-la.
Això explica que els primers canals de televisió que es poden veure a Europa siguin emesos per empreses estatals. Els governs britànic, francès o alemanys buscaren a tot preu controlar les emissions de televisió i de ràdio. És en aquest context que neix una batalla entre petits estats com el Luxemburg, Mònec o Andorra i França o Alemanya. Des del Luxemburg s'instal·laren les primeres empreses privades que emetien en direcció al públic francès tot aprofitant que havia encara manca de regulació. L'RTL, Radio Monecarlo i Ràdio Andorra eren les anomenades "ràdios lliures" i ben aviat, l'RTL també serà sinònim de "televisió lliure" atès que decidí emetre passant per alt la censura francesa. Tot i això, la televisió era encara un aparell massa costós per al gran públic i eren poques les llars que hi tenien accés. Endemés, el desplegament dels dispositius per poder rebre-la eren massa costosos i això feia que molts països no la coneguessin malgrat que al Regne Unit la seva implantació fou un èxit. La BBC comptava ja l'any 1939 uns 20.000 aparells repartits pel territori i, de després de la guerra, obria el primer canal de televisió privat, l'ITV.
L'esclat de la Segona Guerra Mundial atura en sec les emissions de la BBC i les poques emissions de ràdios i televisió que s'emeten des dels països dits perifèrics, és a dir, des de les "ràdios" i "televisions" lliures. Les mateixes emissions que s'havien iniciat a la Unió Soviètica a la dècada dels 1930 es varen aturar expressament a causa de la guerra. Durant aquest temps hi haurà una apagada generalitzada sigui perquè el govern alemany envaeix territori aliè o perquè la resistència en saboteja intencionadament les emissions. El govern feixista alemany és qui assumeix d'ençà les emissions a través de Fernsehsender Paris, per exemple. Ràdio i televisió esdevenen un mitjà més de la propaganda, una via per animar la moral dels soldats que es troben als fronts de guerra, d'un camp com de l'altre. I és que caldria recordar que fou des de la BBC que Charles De Gaulle animà la resistència francesa contra el règim feixista alemany.

### En blanc i negre

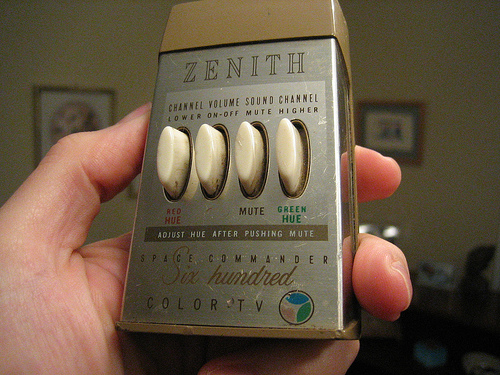
Telecomanda Zenith (model de 1965).

Després de la Segona Guerra Mundial apareix un nou període definitiu de desenvolupament sense precedents de la televisió siga a nivell tècnic com a nivell d'accés. De mica en mica l'aparell conquereix les cases malgrat que al principi és un mitjà d'entreteniment massa costós que no totes les famílies poden oferir-se. Això va canviant i durant la dècada dels 1970 la televisió ja és pràcticament indispensable per a totes les llars.
De forma generalitzada els anys posteriors a la Segona Guerra Mundial estan marcats per un tipus de televisió molt rudimentari, sense comandament a distància, amb poques hores de programació, en blanc i negre i amb emissions monopolitzades per l'Estat. En efecte, a la dècada dels 1950 pràcticament tots els Estats europeus obren les seves pròpies empreses públiques de ràdio i televisió amb els quals creen un únic canal de televisió generalista que es pot veure a tot el territori nacional. D'aquesta manera, segons el règim dels països, hi trobem televisions utilitzades per a fer propaganda al règim, la dictadura feixista en el cas de Portugal, Espanya o Grècia, o de la dictadura comunista, en el cas de la Unió Soviètica, Polònia o Romania.
Els països de règim de democràcia liberal tampoc escaven realment a aquesta norma malgrat que hi ha molta més llibertat i això es fa visible en els continguts. Cal recordar que durant el Maig del 1968 els treballadors de la televisió pública francesa varen fer vaga perquè el govern francès decidí no informar o no donar la importància necessària a les protestes que esclataren aquell any. El govern francès reaccionarà acomiadant personal, directius i contractant-ne de nous. De fet, el programa televisiu que marca l'època és el coronament el 2 de juny del 1953 de la reina Elisabeth II del Regne Unit.
L'esdeveniment fou retransmès en directe per cinc països europeus alhora. Tot una novetat que fou possible gràcies a la creació de la xarxa d'Eurovisió, avui coneguda com a Unió Europea de Ràdio i Televisió. Es tracta d'una associació de televisions estatals europees que posen en comú tots els seus mitjans tècnics, capitals i laborals per tal de retransmetre programes als països membre en directe. Aquesta fórmula és la que ha permès el desenvolupament de les retransmissions esportives que es poden veure hui en dia a totes les televisions del món. El projecte fou una iniciativa del Benelux i de França al qual s'hi afegí el Regne Unit.
A banda de la retransmissió del coronament de la reina, l'UER serà responsable d'haver creat el programa més prestigiós i durador de la història de la televisió: el Festival d'Eurovisió de la Cançó. Programa que esdevingué un repte i que permeté l'evolució notable del contingut televisiu sigui per les necessitats tècniques que requeria l'emissió com per les personals. El programa és en l'actualitat el més vist a Europa després de les retransmissions esportives.
La dècada dels 1960 està marcada per l'aparició d'un segon canal de televisió de forma generalitzada a tots els països europeus. Un cop més el segon canal és públic i la dècada no deixarà de ser un escenari de debat constant als països democràtics liberals sobre el govern d'aquests dos canals. De fet, és en aquesta època que comencen les regulacions legislatives que preparen l'enquadrament televisiu actual.
D'altra banda, els anys de la televisió en blanc i negre són també, els anys de la retransmissió de la missió espacial Apollo que aconseguí enviar el primer home a la lluna. Fou un èxit dels Estats Units que s'embarcaren des del final de la Segona Guerra Mundial en una nova guerra coneguda avui com a "freda" en contra del comunisme i d'allò que representava. La primera petjada d'un home a la Lluna es produí el 16 de juliol del 1969 i donà a la televisió un gran impuls perquè aconseguí enganxar tot el món davant les pantalles. I és que malgrat que la televisió és un èxit, segueix sent un aparell car i les famílies es limiten a tenir-ne només una a casa o, senzillament, desplaçar-se als bars per poder-hi veure els programes que s'emetien.

### Les dècades del color i del pagament
La introducció de la telecomanda no és una novetat de la dècada dels 1970 però és realment en aquest període que s'implanta amb força. La seva introducció segueix acompanyada de diverses novetats majors. En primer lloc s'emeten progressivament programes a color una mica per tot Europa fins que s'abandoni completament la televisió en blanc i negre. La compra massiva de televisors introdueix el concepte de mass media en el tarannà. La televisió passa a tenir un lloc central no només en l'entreteniment sinó també en la informació. La televisió acaba esdevenint progressivament amb una varietat cada vegada més elevada de programes i qualitat en contingut sinònim de "caixa tonta" o d'"escombreria".
I és que és en aquest període que s'introdueix la televisió de pagament a través del cable i que arriben els primers canals de televisió privats. Europa es troba aleshores en plena mutació. A la dècada dels 1970 cauen els últims bastions feixistes d'Europa i, malgrat que la cosa encara és força lluny, a la dècada dels 1980 la Unió Soviètica no gaudeix de l'esplendor del món capitalista, sent que els Estats Units han colonitzat pràcticament el món sencer. La televisió esdevé en aquest sentit un mitjà per a estendre el soft power al qual la Unió Soviètica i els seus satèl·lits no aconsegueixen combatre. Cal recordar en aquest sentit que és en aquest període que s'inauguren les primeres emissions del canal de televisió MTV. Aquest aconsegueix revolucionar la televisió i també el món de la música.
La dècada dels 1990 no està marcada per grans novetats, en tot cas, l'expansió de la televisió de pagament per cable permeté fer augmentar la precisió dels audímetres. També hi ha una major qualitat en l'emissió dels programes a Europa i una nova reorganització televisiva fruit de la caiguda del Mur de Berlín. La guerra i accés posterior dels països satèl·lit de l'URSS, com ara Croàcia, Macedònia o Letònia inaugura un nou espectre televisiu a Europa. Es pot dir que la televisió ja és d'ençà un mitjà de comunicació lliure en el sentit que ja no està sotmès a un règim autoritari o a l'exclusivitat de l'Estat; almenys a Europa. Alhora s'introdueix el teletex, una forma de text que s'emet junt amb el senyal de televisió i que permet al públic estar assabentat de la programació televisiva, desplaçant d'aquesta manera les revistes especialitzades en televisió.

### L'era digital

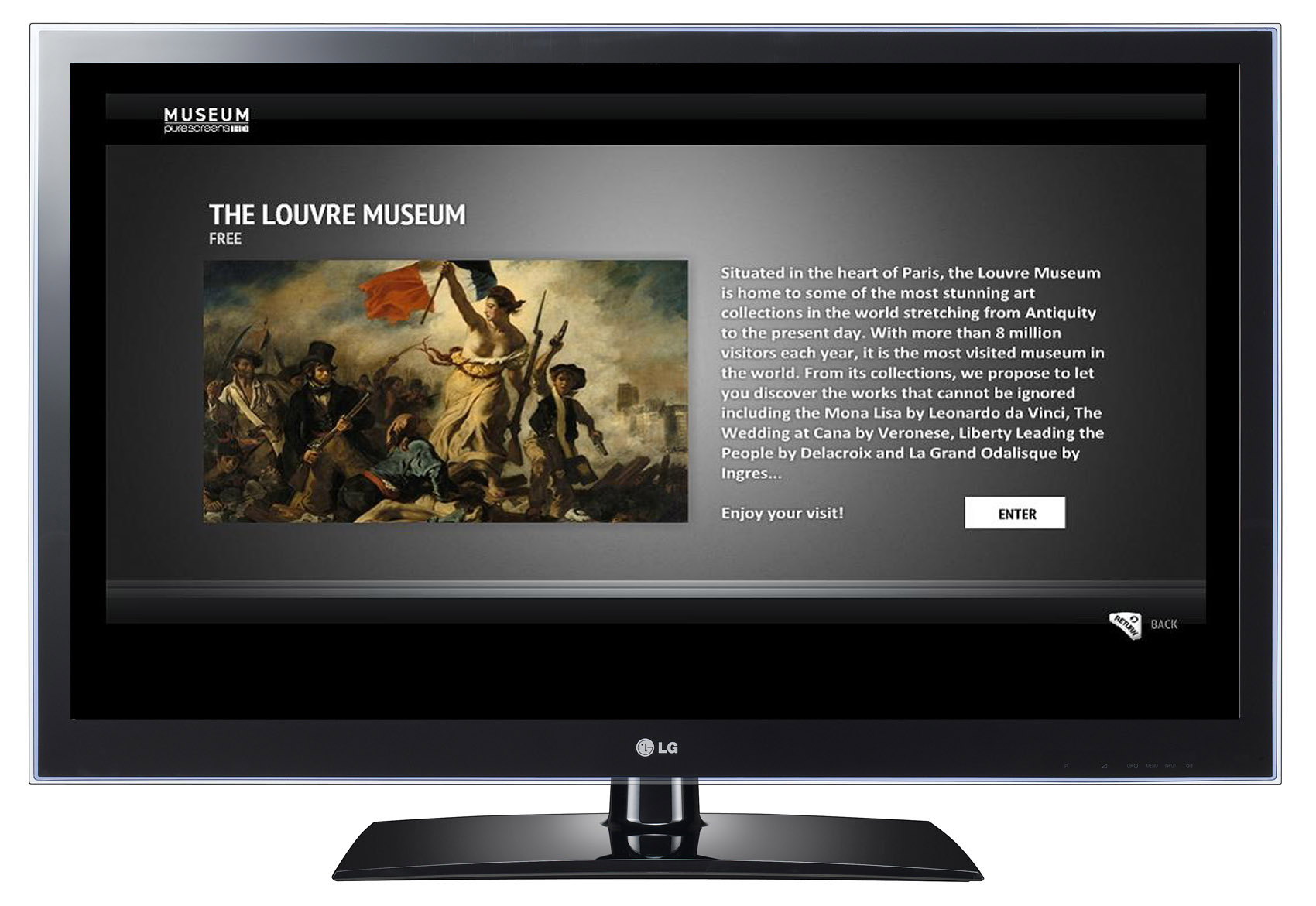
Una televisió intel·ligent

L'era digital està marcada per novetats importants a Europa a nivell televisiu, així com a la resta del món. Tot i que no és una novetat pròpiament, és a la dècada dels 2000 que s'introdueixen les televisions de plasma que conquereixen ràpidament les llars havent substituït pràcticament l'antiga caixa en pràcticament una dècada.
El plasma ve acompanyat de novetats majors, tot i que ja es comercialitza des dels 1990. A nivell de contingut, s'estrenen els primers programes de reality show a tot Europa, canviant d'aquesta manera la percepció de la intimitat de les persones, l'anomenat star system i el món de la indústria musical. Les còpies del Big Brother s'estenen una mica per tots els països europeus i això inaugura alhora una nova era en què els espectadors de cada país passen a veure un tipus de televisió dit globalitzat. En efecte, a la dècada dels 2000 les principals companyies de televisió compren els mateixos formats televisius que adapten al seu propi públic. D'aquesta manera, el públic europeu veu concursos, programes de talent, informatius o reality shows adaptats per cada país. Destaquen les versions europees del Big Brother, The Voice, Master Chef o Who wants to be millionaire?.
A nivell tècnic la televisió plasma obre la porta a les primeres emissions en alta definició. Portugal, per exemple, fou dels primers països a Europa a oferir el primer canal televisió en 4K (RTP4K). A la dècada dels 2010 ja tots els canals que s'emeten a Europa han adaptat les seves emissions al nou format (16:9). La voluntat de la Unió Europea d'imposar la televisió digital terrestre fa que durant la dècada dels 2000 s'inicï el procés d'apagada analògica dels senyals hertzians. Andorra, Luxemburg o Finlàndia són els primers països d'Europa a haver completat abans d'hora l'apagada. L'arribada del digital es traduí en l'obertura de més canals de televisió de forma que a tots els països europeus es compten de mitjana una vintena o trentena de canals en obert. La televisió temàtica entrà així doncs per primera vegada de franc a les llars televisives. Les empreses estatals de televisió s'apressen a presentar els seus propis canals d'informació vint-i-quatre hores, mimètics a la CNN. En aquest camp, caldrà destacar la iniciativa d'Euronews, un canal de notícies que es nodreix d'una xarxa de televisions europees, a l'estil UER quan s'iniciaren les primeres proves.
A la dècada dels 2010 pràcticament tota l'oferta televisiva ja es pot veure per Internet que revoluciona la forma en com es veu la televisió. En efecte, el teletext queda en desús a favor de les smart TV i la televisió multi-plataforma que permet al telespectador de veure els programes de forma diferida, a través d'ordinador, tauleta o telèfon mòbil. La televisió digital terrestre també permeté introduir les emissions amb dobles via d'àudio, fet que donava avantatges a les persones amb discapacitat, podent gaudir dels continguts en audiodescripció i, alhora, més varietat lingüística, les pel·lícules ja es podien veure també en versió original.
Aleshores tots els canals i grups de televisió ofereixen el seu contingut a través de pàgines web corporatives que esdevenen, endemés, un reclam addicional a l'oferta original. De fet, la televisió ja es pot veure en directe a través d'internet de forma que a la dècada dels 2010 les teleoperadores europees comencen a oferir els seus primers productes de fibra òptica, que inclouen l'IPTV. Andorra esdevé a Europa el país pioner en haver proposat l'apagada de l'ADSL i la introducció de televisió de pagament a través de fibra òptica.
Finalment, internet canvia també les vies de comunicació. Des de llavors la relació entre espectador i canal de televisió esdevé directa. Twitter o Facebook són alguns dels mitjans que fan servir les televisions per a mesurar l'acceptabilitat dels seus continguts a més d'oferir més interactivitat. A la dècada dels 2010 ja és una pràctica habitual rebre comentaris i opinions de telespectadors als telenotícies mitjançant xarxes socials. De fet, els reality show s'hi adapten ràpidament i ofereixen al públic triar directament la sort dels concursants mitjançant les xarxes socials. És en aquest sentit força pionera l'estrena de Rising Star a Israel, represa una mica per Europa.

## Panorama televisiu europeu
De forma general tots els països emeten una mitjana de vint a trenta televisions en obert. Els països que comparteixen llengua acostumen també a compartir canals de televisió. Tots els països europeus han implantat la televisió digital terrestre i existeixen també altres possibilitats com la televisió per cable i el satèl·lit. La televisió analògica s'ha anat apagant a la dècada dels 2000 i 2010. Al nord i centre d'Europa la televisió de pagament és la principal via per la qual es veu la televisió. L'opció del cablejat ofereix de mitjana una centena de canals per país. Tots els països europeus comparteixen a nivell de l'oferta cablejada canals de televisió nord-americans que han obert les seves filials als països, oferint-hi així les versions en cada llengua respectiva dels seus respectius continguts.
Pràcticament tots els països europeus disposen de canals de televisió privats i públics. Els públics són els més antics, ja que de forma general foren els Estats qui invertiren inicialment en la implantació de la televisió. Tot i això, el mercat televisiu europeu tendeix a l'oligopoli. Normalment, a banda de les propostes estatals, el mercat de cada país està repartit entre dos o tres grups, molt excepcionalment un tercer grup. Els països que mostren més competència són els francòfons i anglosaxons.
L'oferta televisiva és força variada a nivell lingüístic. Cada país posseeix canals de televisió en llengua pròpia i degut al panorama general europeu, la situació més comuna és el monolingüisme atès que els països amb diverses llengües no superen la desena. Tanmateix, el continent europeu posseeix globalment l'oferta més variada a nivell lingüístic. Al continent s'hi parlen prop de 30 llengües. Quant als països poliglotes, les combinacions varien molt de la disposició política del país. Mentre a Bèlgica es proposa canals de televisió en llengua pròpia per a cada comunitat lingüística, al Luxemburg, en canvi, es prefereix oferir al públic, amb independència de la seva pròpia llengua, la mateixa opció lingüística. Alhora es poden trobar canals híbrids força comuns als Països Catalans.

### Principals grups mediàtics
| - Portugal: - Prisa - Rádio e Televisão de Portugal - Sociedade Independente de Comunicação - Espanya: - Mediaset - Prisa - RTVE - Països Catalans: - Corporació Catalana de Mitjans Audiovisuals - Grup Godó - Corporació Valenciana de Mitjans Audiovisuals - França: - M6 - TF1 - Canal + - France Télévisions - Flandes i Valònia: - RTBF - Irlanda - RTÉ - Luxemburg - RTL - Regne Unit: - BBC - Independent Television - Islàndia: | - Dinamarca: |  |

### Principals teleoperadors
| - Portugal: - NOS - MEO - Espanya: - Orange Espanya - Movistar - Països Catalans: - Andorra Telecom - Orange Espanya - Movistar - França: - Free - Orange S.A. - Bouygues - Flandes i Valònia: - Telenet - VOO - Irlanda - Sky - Luxemburg - Tango - Eltrona - Orange S.A. - Regne Unit: - Sky - Freesat - Virgin Media - Islàndia: | - Dinamarca: |  |

### Finançament
Alguns països europeus tenen imposts especials consagrats al finançament de les televisions públiques. És el cas de França o del Regne Unit. Les formes triades per amplicar l'impost poden variar força d'un país a un altre. En tot cas, tots els grups de televisió fan servir publicitat per pagar-se els continguts i del càlcul de les audiències per atraure proveïdors.
Paral·lelament s'ha anat desenvolupament la televisió de pagament que és aquella que ofereix més varietat de tria malgrat que en alguns casos els grups privats de televisió per pagament fan servir una combinació entre publicitat i pagament.

## Aspectes sociològics

### Actualitat i mitjans audiovisuals
La televisió és en la societat europea el principal mitjà d'informació. Tots els canals de televisió estatals proposen el seu propi informatiu televisiu i les principals companyies privades hi atorguen molta importància. Aquesta reputació no sempre s'ha vist bé. Alguns analistes consideren que les notícies emeses a través de televisió són moltes vegades superficials, a vegades mancades de parcialitat i a la recerca constant de l'impacte que faci pujar audiències. No és estrany que en un mateix espai informatiu coexisteixin notícies i publicitat, a vegades camuflada de notícia.
Tot i això, s'ha vingut considerant la televisió com un quart poder, ja que les fotes audiències i l'espai que atorguen els informatius televisius a l'audiència pot fer caure un govern o malmetre'n la imatge. Això ha estat possible gràcies a l'arribada de companyies privades. La televisió és doncs a Europa un element de canvi comportamental. Això ha portat a molts països a crear organismes independents encarregats de procurar qualitat i imparcialitat televisiva sigui en els continguts d'entreteniments com en els d'informació. Són els anomenats Consells de l'Audiovisual que vetllen perquè la publicitat, el contingut i la informació que emeten tots els canals, privats com públics, s'adiguin a un codi deontològic establert per la Llei. La legislació de cada país gestiona els espais a que té dret cada grup de televisió tot i constrènyer el principi de lliure-mercat.

### Audiències a Europa
A Europa els programes de molt bona audiència són aquells que aconsegueixen tenir de mitjana d'un vint a trenta per cent als audímetres. El quaranta o cinquanta per cent són molt excepcionals i indiquen que el programa té molt bona acollida. A Europa pràcticament només els esports o programes esportius arriben a audiències elevades que superen amb escreix el 50 per cent. Tot seguit hi ha els reality shows i el Festival d'Eurovisió de la Cançó.
Quant als gusts televisius, els portuguesos són molt addictes als programes de futbol, una disciplina que aconsegueix acaparar tot l'espai informatiu que els telenotícies consagren a l'esport. Deixant de banda els esports, principalment doncs el futbol, el públic portuguès veu molt habitualment sèries o telenovel·les. Els principals canals del país consagren més del 60% de la seva programació a les telenovel·les. Mentre que el canal comprat pel grup Prisa, TVI, dona molta més importància a la producció pròpia, SIC, en canvi, aposta per telenovel·les brasileres malgrat que les produccions autòctones s'han imposat i hui els dos canals ofereixen al seu públic telenovel·les i sèries portugueses.
A Espanya, en canvi, són els programes del cor els qui aconsegueixen grans audiències. Sálvame, El Tomate o ¿Dónde estás corazón? són alguns d'aquests programes estrella que es dediquen a comentar, opinar o informar sobre la vida de celebritats. Antena 3 i Telecino, els dos canals principals del país, han i segueixen rivalitzant en aquest àmbit, malgrat que el primer va decidir apostar molt més a la dècada dels 2010 per les sèries de televisió. L'entreteniment està pensat justament per a comentar-se en els programes del cor de forma que els reality shows i altres programes d'entreteniment són després la plataforma en la qual es mouen les celebritats que en surten.
Als Països Catalans hi preval el contingut polític. TV3, À Punt o Andorra Televisió ofereixen habitualment programes consagrats a analitzar l'actualitat política dels Països Catalans. Els magazins estan de fets pensats per acollir-hi en una gran part tertúlies d'actualitat política o de societat. A aquest contingut s'hi afegeix l'espai que es dona al documental i el contingut cultural. La ficció, en canvi, hi és present tot i que no majoritàriament. De forma general el públic dels Països Catalans consumeix ficció estrangera malgrat que TV3 consagri almenys una a dues hores diàries a les produccions autòctones. L'any 2016 el consum de televisió en llengua catalana era del 60% a Catalunya.
Els britànics, anglesos o escocesos, són “amants dels grans xous i les sèries”, comenta el periodista Stephen Armstrong per al diari El País. En 2013 la major batalla per l'audiència a la televisió britànica s'ha lliurat entre l'X Factor i Strictly Come Dancing, la versió britànica del Mira qui balla!. L'X Factor portava a la dècada dels 2010 unes 10 temporades reunint a entre 7 i 10 milions de britànics els dissabtes i els diumenges. La versió britànica del Mira qui balla ha arribat al 43,9% d'audiència, mentre que l'X Factor és vist per 7,8 milions de persones (33,7% de l'audiència), segons dades de l'organisme oficial que mesura les audiències en el país (BARB). Quant a sèries, l'altra gran passió dels britànics, hi ha dues propostes que a la dècada dels 2010 apassionaven el públic. D'una banda, el Downton Abbey (ITV) seguida per 9,6 milions d'espectadors i, d'altra banda, la sèrie Coronation Street (ITV) amb 9,4. En l'apartat d'informatius, els més vistos són els de BBC i les seues audiències fluctuen entre tres i cinc milions.
La televisió alemanya emet diversos continguts d'èxit assegurat. Els diumenges, la veterana sèrie Tatort arrasa quasi sens falta. Els episodis d'aquesta sèrie de detectius estan ambientats en diferents llocs d'Alemanya i protagonitzats per diferents equips policials. Els escenaris més comuns són Berlín, Múnic i Hamburg, però també apareixen Colònia, Leipzig, Bremen, la conca del Ruhr… Les localitats s'enorgulleixen de tenir el seu propi episodi de Tatort, que va començar a filmar-se en 1970. La seua quota de pantalla pot arriba al 34,1% (13 milions d'espectadors). En 2012, la segona cadena pública ZDF va superar en audiència a la privada RTL, víctima del lleuger declivi dels programes de càsting i de la seua telenovel·la de la vesprada GuteZeiten, schlechte Zeiten. Els debats polítics de Günther Jauch triomfen cada diumenge a la primera cadena ARD. Els dissabtes són del programa d'entreteniment Què apostem, la primera emissió del qual amb el presentador Markus Lanz van seguir 13,6 milions de persones.
L'audiència italiana està cada vegada més fragmentada. “És molt rar que un programa siga vist per 10 milions de persones" confessa Massimo Bernardini per a El País. “Ara solament passa amb la final de Sanremo [festival de música] o amb el futbol”. Tota la resta és una graella a la conquesta de l'espectador voraç i distret que no s'encapritxa amb res. En aquest riu cabalós, existeixen algunes roques. “Una anomalia molt nostra és el talk xou polític”, segueix Bernardini. Cada cadena té una o dues cites setmanals, en prime time, amb les arenes on uns quants polítics se senten en el centre, el públic en unes graderies al voltant i el presentador-periodista, dempeus, intenta domar crits i propagandes. Les dues joies de la corona són Ballarò, a la pública Rai3, que reuneix a cinc milions, i Servizio pubblico, a la comercial La7, que frega els tres. Tot açò va acompanyat d'una crisi dels talk xous d'entreteniment pur i dur. Són pocs els programes que funcionen, entre ells, Itàlia’s got talents (Canale5, Mediaset) i Ballando con li stelle (Rai1). Als italians els agraden més les sèries de ficció produïdes a Itàlia.
Amb una indústria audiovisual fortament subvencionada i emparada per l'Estat, França és també terra fèrtil per a les sèries televisives produïdes als EUA, que representen el 55% del consum malgrat que tots els grups mediàtics donen una importància cabdal als reportatges i a l'actualitat forana. Entre les sèries d'èxit a la dècada dels 2010 trobem El mentalista que acaparava els becs d'audiència. A escassa distància se situaven la sèrie còmica Pep’s (pares, alumnes, professors, per les seues sigles en francès), de producció nacional, i la nord-americana Ments criminals. Les tres són emeses a la cadena privada TF1, la més vista en el país, juntament amb els canals públics France 2 i France 3, segons Médiametrie. En l'abundant producció nacional hi ha programes de telerrealitat (L'amour est dans le pré), familiars (Fais pas ci, fais pas ça) i serials (Plus belle la vie), però també hi ha espai per a l'experimentació amb els formats (com la microserie Bref, finalitzada) i una inveterada devoció pels programes de debat i pel cinema. Els adults francesos van passar, en 2012, una mitjana de tres hores i 50 minuts per dia veient la televisió. En 2013, a més, 13,3 milions de persones, més d'un quart de la població major de 15 anys, veuen la tele en suports alternatius (en ordinadors, mòbils i tauletes), en directe i en diferit, segons l'estudi Global TV / Médiametrie.

### Servei públic
Amb el temps la televisió pública a Europa s'ha anat percebent com un servei públic i per aquest motiu les televisions Estatals han assumit aquest rol i, segons el país, presenten una programació que es vol diferent de les apostes privades. Això comporta programes divulgatius que no estiguin subjectes a les exigències de les audiències. La teoria voldria doncs que les televisions públiques apostessin per programes adaptats al públic, presentant un ventall més ampli de programació, amb molta divulgació científica, artística, històrica o política.
A la pràctica, però, el servei públic no s'aplica amb els mateixos criteris ni en els mateixos graus segons els països. A més, les televisions estatals europees han estat acusades diverses vegades d'estar al servei del partit polític que governa el país, de forma que la programació i les notícies són tendencioses. En aquest sentit, la programació pot variar molt segons els criteris dels països. Així, a la televisió pública portuguesa pot haver-hi espai per algun reality show i a la televisió espanyol pot haver-hi espai per a programes del cor mentre que, en canvi, aquests programes són totalment prohibits a les televisions públiques franceses. I encara, dins de la programació estatal francesa podríem trobar grans diferència si la comparéssim amb els canals públics britànics.
La televisió vista com un servei públic ha portat a qüestionar-ne el mode de finançament. En alguns països, com ara França, s'ha intentat eliminar els espais publicitaris i finançar els canals públics únicament amb els diners públics. De fet, a França mateix des de la implantació de la televisió que la "caixa màgica" és objecte constant de discussions sobre què s'hi pot veure i com s'ha de pagar. I és que en països com Anglaterra s'hi paguen imposts anuals per poder gaudir de televisió de manera que fins i tot els programes emesos en diferit a través de plataformes digitals estan subjectes al pagament de l'impost televisiu.